# Ascalapha agarista
Ascalapha agarista är en fjärilsart som beskrevs av Pieter Cramer 1777. Ascalapha agarista ingår i släktet Ascalapha och familjen nattflyn. Inga underarter finns listade i Catalogue of Life.